# Brochwicz III
Brochwicz III (Jeleń) – polski herb szlachecki, używany głównie na Kaszubach. Odmiana herbu Brochwicz.

## Opis herbu
Istnieją co najmniej trzy poglądy na to, jak powinien wyglądać ten herb. Opisy z wykorzystaniem zasad blazonowania, zaproponowanych przez Alfreda Znamierowskiego:
Kasper Niesiecki, a za nim Nikołaj Iwanowicz Pawliszczew, Aleksander Borysowicz Łakier i Juliusz Karol Ostrowski blazonowali następująco: W polu złotym pół jelenia złotego, wyskakującego z takiegoż półksiężyca, barkiem w skos do góry z gwiazdą złotą między rogami. W klejnocie nad hełmem w koronie ogon pawi z półksiężycem złotym na opak z gwiazdą jak w godle. Labry nieznane.
Herb taki łamie podstawową zasadę alternacji, dlatego też Tadeusz Gajl, czerpiąc z Niesieckiego i Ostrowskiego zrekonstruował barwę jelenia jako czerwoną (w związku z tym labry powinny być czerwone, podbite złotem).
Natomiast Przemysław Pragert, za Der polnische Adel Żernickiego i Herby szlachty polskiej Leszczyca, dał pole herbu błękitne, jelenia czerwonego z rogami złotymi, labry błękitne podbite złotem.

## Najwcześniejsze wzmianki
Wymieniany przez Niesieckiego, Łakiera, Pawliszczewa i Ostrowskiego oraz w Der polnische Adel Żernickiego i Herby szlachty polskiej Leszczyca.

## Herbowni
Według Pragerta, używany głównie przez gałęzie kaszubskiego rodu Bach (Bachs) o nazwiskach Pobłocki, Gowiński, Żelewski i Paraski (ci ostatni mieli go następnie zarzucić na rzecz herbu własnego, Paraski II) (Bach jako przydomek).
Herb ten przypisywał też Emilian Szeliga-Żernicki innej kaszubskiej rodzinie, Czapiewskim o przydomkach Złosz (Złoszcz) i Żłop. Rodziny te notowano także z Ostoją, miały one zarzucić Ostoję na rzecz Brochwicza III. Członek rodu Złoszów odcisnął w 1570 pieczęć z herbem własnym, Złosz.
Tadeusz Gajl wymienia jeszcze następujące nazwiska herbownych:
Bandemer, Gosicki, Hackenbeck, Lewiński, Pobolski, Rutkowski, Slaski, Ślaski, Zelewski, Zleka, Żelewski.